# Сверкош, Вацлав
Ва́цлав Све́ркош (чеш. Václav Svěrkoš; род. 1 ноября 1983, Тршинец) — чешский футболист, нападающий.

## Карьера
Сверкош начал заниматься футболом с семи лет при чешском клубе «Фридек-Мистек». В 1998 году, в возрасте 14 лет он перешёл в клуб «Баник». В 2003 году Сверкош был продан мёнхенгладбахской «Боруссии» за 1,5 миллиона евро.
В зимней паузе сезона 2005/06 чех был арендован берлинской «Гертой», однако не имел в этом клубе успеха. 1 июля 2006 года Сверкош возвратился в «Боруссию».
В январе 2007 года Сверкош был арендован на шесть месяцев венским клубом «Аустрия», в составе которого выиграл Кубок Австрии. Сезон 2007/08 Сверкош провёл в чешском «Банике» и стал лучшим бомбардиром чемпионата Чехии (15 голов).
В январе 2009 года подписал контракт с французским клубом «Сошо». Чешский форвард выступал под пятым номером. Контракт 27-летнего нападающего с французским клубом истекал следующим летом 2012, однако по взаимной договоренности соглашение было расторгнуто. В 2011 года Вацлав подписал контракт сроком на пять лет с клубом «Баник», в котором начинал свою карьеру в начале «нулевых» и выступал с 2007-го по 2009-й год.
В начале сезона 2014/15 «Баник» расторг контракт с футболистом.
Осенью 2014 года завершил карьеру игрока.
Признавался лучшим игроком мемориала Ежека 2000 года. В национальной сборной Чехии Сверкош дебютировал в товарищеском матче со сборной Литвы 27 мая 2008 года. Провел за сборную 11 матчей и забил три мяча.

## Статистика выступлений за сборную
| Матчи Вацлава Сверкоша за сборную Чехии | Матчи Вацлава Сверкоша за сборную Чехии | Матчи Вацлава Сверкоша за сборную Чехии | Матчи Вацлава Сверкоша за сборную Чехии | Матчи Вацлава Сверкоша за сборную Чехии | Матчи Вацлава Сверкоша за сборную Чехии | Матчи Вацлава Сверкоша за сборную Чехии |
| --------------------------------------- | --------------------------------------- | --------------------------------------- | --------------------------------------- | --------------------------------------- | --------------------------------------- | --------------------------------------- |
| №                                       | Дата                                    | Оппонент                                | Счёт                                    | Голы                                    | Соревнование                            |                                         |
| 1                                       | 27 мая 2008                             | Литва                                   | 2 : 0                                   | -                                       | Товарищеский матч                       |                                         |
| 2                                       | 30 мая 2008                             | Шотландия                               | 3 : 1                                   | -                                       | Товарищеский матч                       |                                         |
| 3                                       | 7 июня 2008                             | Швейцария                               | 1 : 0                                   | 1                                       | ЧЕ-2008. Групповая стадия               |                                         |
| 4                                       | 20 августа 2008                         | Алжир                                   | 2 : 2                                   | -                                       | Товарищеский матч                       |                                         |
| 5                                       | 11 октября 2008                         | Польша                                  | 1 : 2                                   | -                                       | Отборочный матч ЧМ-2010                 |                                         |
| 6                                       | 15 октября 2008                         | Словения                                | 1 : 0                                   | -                                       | Отборочный матч ЧМ-2010                 |                                         |
| 7                                       | 28 марта 2009                           | Словения                                | 0 : 0                                   | -                                       | Отборочный матч ЧМ-2010                 |                                         |
| 8                                       | 12 августа 2009                         | Бельгия                                 | 3 : 1                                   | -                                       | Товарищеский матч                       |                                         |
| 9                                       | 5 сентября 2009                         | Словакия                                | 2 : 2                                   | -                                       | Отборочный матч ЧМ-2010                 |                                         |
| 10                                      | 9 сентября 2009                         | Сан-Марино                              | 7 : 1                                   | 2                                       | Отборочный матч ЧМ-2010                 |                                         |
| 11                                      | 3 марта 2010                            | Шотландия                               | 0 : 1                                   | -                                       | Товарищеский матч                       |                                         |

## Достижения
- Обладатель Кубка Австрии: 2006/07
- Бронзовый призёр чемпионата Чехии: 2007/08
- Лучший бомбардир чемпионата Чехии: 2007/08